# Jaskinia pod Murem
Jaskinia pod Murem – jaskinia w Dolinie Kościeliskiej w Tatrach Zachodnich. Wejście do niej położone jest w zboczu Organów, na wysokości 1130 metrów n.p.m. Długość jaskini wynosi 14 metrów, a jej deniwelacja 4,5 metra.

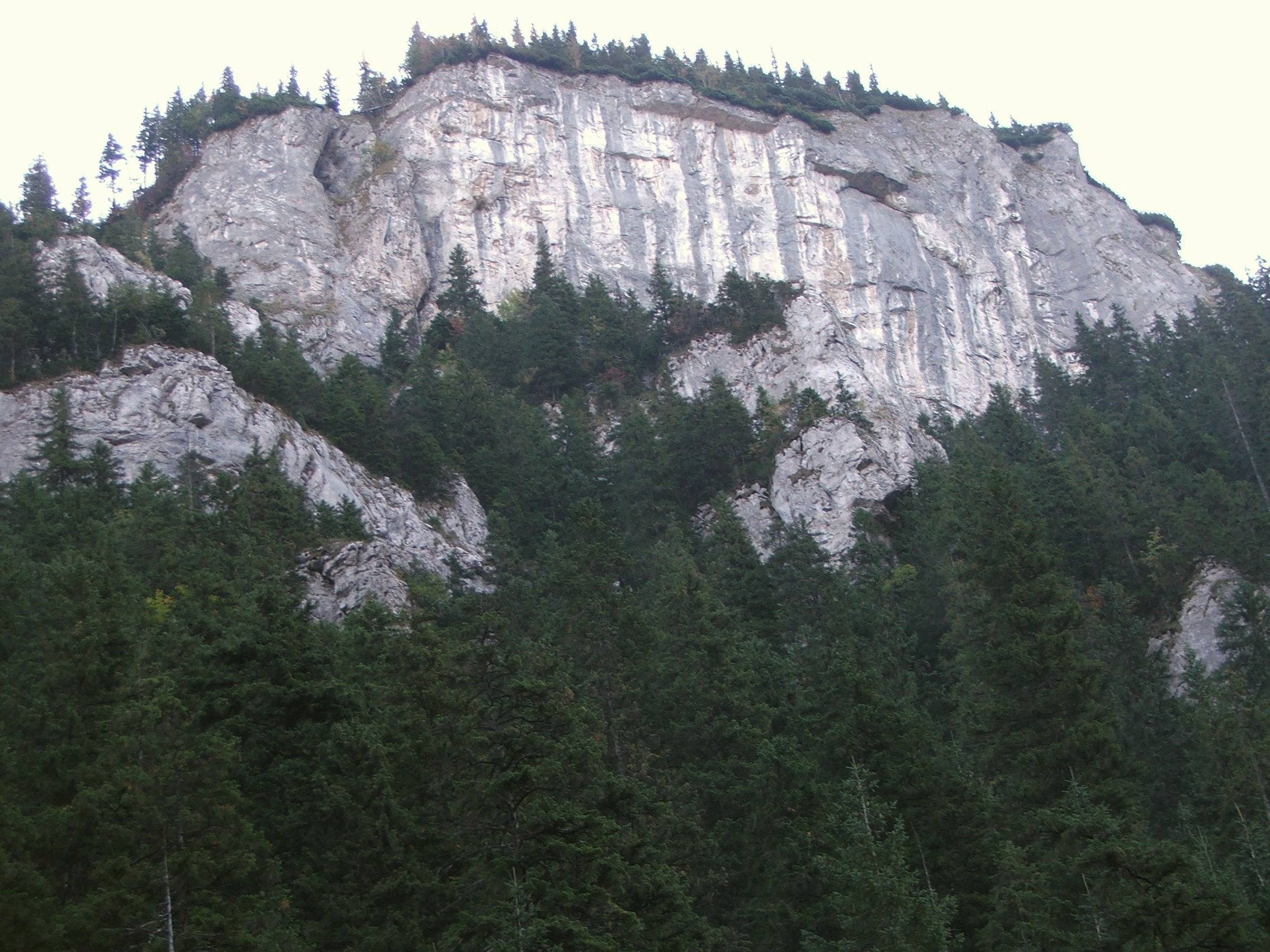
Organy w Dolinie Kościeliskiej

## Opis jaskini
Jaskinia zaczyna się niszą, z której można dostać się do poziomego, 5-metrowego korytarzyka. Tuż przed jego zakończeniem w bok odchodzi idąca w dół pochylnia przechodząca w ciasny korytarzyk zakończony zawaliskiem.

## Przyroda
W jaskini można spotkać mleko wapienne i nacieki grzybkowe. Ściany są mokre, nie ma na nich roślinności.

## Historia odkryć
Jaskinia była prawdopodobnie znana od dawna. Jej opis i plan sporządziła w sierpniu 1992 roku I. Luty przy pomocy R. Cygana.